# Аничков-Платонов, Иван Николаевич
Ива́н Никола́евич Ани́чков-Плато́нов (ок. 1817, Московская губерния — 1864, Москва) — русский богослов, профессор.

## Биография
Родился в семье диакона. Учился в Московской духовной семинарии (1832—1838) и Московской духовной академии (1838—1842), которую окончил первым магистром. Был удостоен стипендии митрополита Платона (Левшина), вместе с правом именоваться "Платоновым". Выпускное сочинение — «о крестных ходах православной церкви». Был оставлен в академии: в течение 12 лет преподавал на кафедре церковного красноречия и церковного права (с 1842 года — в качестве бакалавра, с сентября 1848 года — экстраординарного профессора). Обладал обширной эрудицией. В своих лекциях по красноречию особое внимание уделял святым отцам и учителям Восточной Церкви (Иоанну Златоусту, Проклу, Кириллу Александрийскому, Феодориту, Анастасию Антиохийскому); обширное место отводил русским проповедникам (от Илариона и Феодосия Печерского до архиепископа Московского Августина), показывал образцы ораторского искусства западных проповедников (Киприана, Илария, Амвросия, Августина, Григория Двоеслова).
В 1840 году в академии был введён курс канонического права и Аничков-Платонов разрабатывал курс лекций по этой дисциплине; ему удалось создать свою систему курса церковного законоведения. С октября 1844 года он состоял также секретарём цензурного комитета при академии.
В 1849 году, 5 июля, Аничков-Платонов был рукоположен во священника, с причислением к московскому Архангельскому собору,
В конце июля 1854 года оставил преподавание в академии и был назначен священником церкви Космы и Дамиана в Шубине, где служил до конца жизни.
Был похоронен на Ваганьковском кладбище.
Напечатаны были следующие труды И. Н. Аничкова-Платонова:
- Рассуждение о крестных ходах православной церкви (М., 1842);
- О мирном распространении христианства в России (М., 1845);
- О благословениях ветхозаветных и новозаветных (1848);
- О смерти и состоянии душ по разлучении от тел (Прибавления к Творениям святых отцов. — 1886. — Т. 9);
- Chrestomathia latina (М., 1861, в 3-х частях, составлена совместно с А. Ф. Кирьяковым);
- О подражании пресвятой Деве Марии (1849, пер. с французского).